# Кведа-Мамати
Кведа-Мамати (груз. ქვედა მამათი) — село в Грузии, на территории Ланчхутского муниципалитета края (мхаре) Гурия.

## География
Село находится в западной части Грузии, к северу от реки Супсы, на расстоянии приблизительно 5 километров (по прямой) к юго-западу от города Ланчхути, административного центра муниципалитета. Абсолютная высота — 139 метров над уровнем моря.

## Население
По результатам официальной переписи населения 2014 года, в Кведа-Мамати проживало 163 человека (80 мужчин и 83 женщины). В национальной структуре населения грузины составляли 99,4 %, греки — 0,6 %.
| Год  | Население, человек |
| ---- | ------------------ |
| 2002 | 254                |
| 2014 | ↘ 163              |